# IBahia
iBahia é um portal de conteúdos brasileiro pertencente à Rede Bahia, conglomerado empresarial com sede em Salvador. Seu conteúdo inclui jornalismo, entretenimento e serviços, dando visibilidade às produções e eventos das outras mídias do grupo empresarial, mas não reúne todo o conteúdo dos veículos do grupo, já que o jornal Correio dispõe de um endereço próprio (o Correio 24 Horas) e há ainda as versões baianas dos sítios eletrônicos G1 e GE.Globo.
O portal representou o começo da participação de uma empresa da mídia tradicional (a Rede Bahia) no meio digital. Ele é caracterizado como um portal de conteúdo aberto e um portal regional, dedicado à população do estado brasileiro da Bahia, mas também às pessoas baianas situadas fora do estado.

## História
O portal entrou no ar em 7 de outubro de 2000. No início, a produção original de conteúdo jornalístico ficou a cargo do canal "Plantão i", já que o então Correio da Bahia (hoje Correio) havia firmado contrato com o portal Terra de utilização exclusiva do conteúdo do jornal até março de 2004. Além disso, a linha editorial do Correio da Bahia e identidade política associada (o carlismo) motivaram a busca de uma identidade própria para o portal. Seu primeiro slogan foi "O portal da Bahia" até ser mudado para "O portal da Rede Bahia", no segundo semestre de 2003. Em julho de 2003, a audiência registrada foi de 3 790 645 acessos.

Logotipo utilizado pelo portal entre 2011 e 2025.

Em 24 de maio de 2011, foi feita uma reformulação no leiaute, com vistas à concorrência com o portal NE10 (do Sistema Jornal do Commercio de Comunicação) pela liderança na audiência nas regiões Norte e Nordeste do país. Na reformulação, foi alterado também o slogan do portal, que passou a ser "Inovador. Interativo. Imediato". Em 2012, uma campanha publicitária sobre o relançamento do portal conquistou a categoria "Reconhecimento de Marca em outras Plataformas" do prêmio Internacional Newsmedia Marketing Association (INMA) e a terceira posição no Best in Show.
Em 2017, o portal passou a produzir o programa Conexão Fala Bahia (numa parceria com o jornalista Emmerson José, especialmente sobre jornalismo político), transmitido pelas redes sociais do portal. Em 2019, venceu a categoria "Sites e Serviços Mobile" do Prêmio EVEX 2019, dedicado à setor de eventos na Bahia, numa disputa com o Pida! e a Agenda Cultural da Bahia. Em setembro do mesmo ano, o conteúdo da agenda cultural do portal foi transferido para o Vibes, uma plataforma situada em um endereço distinto (vibes.vc). Em março de 2020, firmou parceria com a empresa de marketing de influência Spark, resultando no iBahia Spark.